# Александрия (Пензенская область)
Александри́я — село в Лунинском районе Пензенской области. Входит в состав Большевьясского сельсовета.

## География
Село расположено в северной части Пензенской области, на расстоянии примерно 28 км (по прямой) к востоку-северо-востоку от Лунино, административного центра района.
Часовой пояс
Село Александрия как и вся Пензенская область, находится в часовой зоне МСК (московское время). Смещение применяемого времени относительно UTC составляет +3:00.

## Население
| 1864 | 1911 | 1926 | 1930 | 1959 | 1979 | 1989 |
| ---- | ---- | ---- | ---- | ---- | ---- | ---- |
| 359  | ↗606 | ↗771 | ↗790 | ↘459 | ↘281 | ↘165 |
| 1996 | 2002 | 2010 |      |      |      |      |
| ↘154 | ↘134 | ↘60  |      |      |      |      |

Национальный состав
Согласно результатам переписи 2002 года, в национальной структуре населения русские составляли 99 % из 134 чел.